# Verwaltungsgemeinschaft Geisenfeld
Die Verwaltungsgemeinschaft Geisenfeld liegt im oberbayerischen Landkreis Pfaffenhofen an der Ilm und wird von folgenden Gemeinden gebildet:
1. Ernsgaden, 1823 Einwohner, 7,50 km²
2. Geisenfeld, Stadt, 11.479 Einwohner, 88,30 km²

Sitz der Verwaltungsgemeinschaft ist Geisenfeld.